# Kolla hirashimai
Kolla hirashimai är en insektsart som beskrevs av Young 1986. Kolla hirashimai ingår i släktet Kolla och familjen dvärgstritar. Inga underarter finns listade i Catalogue of Life.